# Gary Stevens
Gary Michael Stevens (født 27. marts 1963 i Barrow-in-Furness, England) er en engelsk tidligere fodboldspiller, der spillede som forsvarsspiller. Han var på klubplan tilknyttet Everton og Tranmere i hjemlandet, samt skotske Rangers F.C. Med både Everton og Rangers vandt han adskillige nationale mesterskaber, og med Everton også Pokalvindernes Europa Cup i 1985.
Stevens blev desuden noteret for 46 kampe for Englands landshold. Han repræsenterede sit land ved VM i 1986, EM i 1988 og VM i 1990.

## Titler
First Division
- 1985 og 1987 med Everton F.C.

FA Cup
- 1984 med Everton F.C.

Charity Shield
- 1984, 1985, 1986 og 1987 med Everton F.C.

Pokalvindernes Europa Cup
- 1985 med Everton F.C.

Skotsk Premier League
- 1989, 1990, 1991, 1992, 1993 og 1994

Skotsk FA Cup
- 1992 og 1993 med Rangers F.C.

Skotsk Liga Cup
- 1989, 1991, 1993 og 1994 med Rangers F.C.